# Mjakoty
Mjakoty (ukr. М’якоти) – wieś w rejonie szepetowskim (do 19 lipca 2020 r., rejon zasławski), w obwodzie chmielnickim, w zachodniej części Ukrainy. W 2001 roku miejscowość liczyła 1247 mieszkańców.

## Literatura
- Roman Aftanazy, Dzieje rezydencji na dawnych kresach Rzeczypospolitej, Wrocław 1994, t. 5, s. 368–370.